# Liste der Monuments historiques in Bransles
Die Liste der Monuments historiques in Bransles führt die Monuments historiques in der französischen Gemeinde Bransles auf.

## Liste der Bauwerke
| Bezeichnung            | Beschreibung | Standort | Kennzeichnung | Schutzstatus | Datum | Bild           |
| ---------------------- | ------------ | -------- | ------------- | ------------ | ----- | -------------- |
| Kirche St-Loup-de-Sens |              | (Lage)   | PA00086830    | Inscrit      | 1926  | weitere Bilder |

## Liste der Objekte
| Bezeichnung                                     | Beschreibung                    | Standort                             | Kennzeichnung | Schutzstatus | Datum | Bild |
| ----------------------------------------------- | ------------------------------- | ------------------------------------ | ------------- | ------------ | ----- | ---- |
| Altarretabel mit der Skulptur des heiligen Loup | Holz und Stein, 18. Jahrhundert | in der Kirche St-Loup-de-Sens (Lage) | PM77002585    | Inscrit      | 1977  |      |